# Maksim Khramtsov
Maksim Sergeyevich Khramtsov ou Khramtcov (en russe : Максим Сергеевич Храмцов) est un taekwondoïste russe né le 12 janvier 1998.

## Carrière
Maksim Khramtcov remporte le titre mondial en 2017 (en moins de 74 kg). Il confirme son statut en devenant champion d'Europe en 2018 et 2021 ainsi qu'une médaille d'or aux Jeux mondiaux militaires d'été de 2019 (en moins de 80 kg). Il accède au sacre olympique aux Jeux olympiques d'été de 2020 de Tokyo en moins de 80 kg hommes en 2021.